# (8951) 1997 FO
(8951) 1997 FO là một tiểu hành tinh vành đai chính, có đường kính khoảng 22,06 kilômét (13,71 mi). Nó được phát hiện bởi Chương trình tiểu hành tinh Bắc Kinh Schmidt CCD ở trạm Xinglong ở tỉnh Hồ Bắc, Trung Quốc ngày 19 tháng 3 năm 1997.